# Bonatea praeclara
Bonatea praeclara là một loài bướm đêm trong họ Geometridae.